# Morris (Wisconsin)
Morris – miasto w Stanach Zjednoczonych, w stanie Wisconsin, w hrabstwie Jefferson.